# Paradou AC
Paradou Athletic Club w skrócie Paradou AC – algierski klub piłkarski z siedzibą w mieście Algier, grający w pierwszej lidze algierskiej.

## Sukcesy
- II liga[1]:
  - mistrzostwo (1): 2016/2017.

## Występy w afrykańskich pucharach
| Sezon     | Rozgrywki           | Runda              | Kraj                     | Klub                 | Dom | Wyjazd | Dwumecz |
| --------- | ------------------- | ------------------ | ------------------------ | -------------------- | --- | ------ | ------- |
| 2019/2020 | Puchar Konfederacji | wstępna            | Gwinea                   | CI Kamsar            | 3–0 | 0–1    | 3–1     |
| 2019/2020 | Puchar Konfederacji | 1                  | Tunezja                  | Club Sportif Sfaxien | 3–1 | 0–0    | 3–1     |
| 2019/2020 | Puchar Konfederacji | play-off           | Uganda                   | KCCA FC              | 4–1 | 0–0    | 4–1     |
| 2019/2020 | Puchar Konfederacji | gr. D (3. miejsce) | Maroko                   | Hassania Agadir      | 0–2 | 3–0    | 3–2     |
| 2019/2020 | Puchar Konfederacji | gr. D (3. miejsce) | Nigeria                  | Enyimba FC           | 1–0 | 1–4    | 2–4     |
| 2019/2020 | Puchar Konfederacji | gr. D (3. miejsce) | Wybrzeże Kości Słoniowej | FC San Pédro         | 0–0 | 0–0    | 0–0     |

## Stadion
Domowe mecze klub rozgrywa na stadionie o nazwie Stadion Omara Hammadiego w Algierze. Stadion może pomieścić 17500 widzów.

## Akademia „El Ankaoui”
W 2007 Paradou AC uruchomiło szkółkę piłkarską w porozumieniu z JMG Academy, prowadzoną przez Jeana-Marca Guillou. Jej koszt jest przewidywany na ok. 600 000 euro. Od czasu uruchomienia, akademia osiągnęła wiele sukcesów, wygrywając nawet z zespołami seniorów.